# Chiesa dei Santi Cosma e Damiano in Monforte
La chiesa dei Santi Cosma e Damiano in Monforte era una piccola chiesa di Milano che si trovava nel Borgo di Monforte, oggi corso Monforte.

## Storia
La chiesa, provvista di convento, risale al XIV secolo. Fu inizialmente occupata dai monaci basiliani. Era così chiamata probabilmente per la presenza di una rocchetta posta in corrispondenza del sito in cui in seguito sarebbe sorto il campanile. Accanto ad essa vi era inoltre un oratorio dedicato a San Rocco e gestito dagli Scolari di cui non rimaneva già più alcuna traccia nel XVIII secolo.
Nel 1657, in seguito alla soppressione dei basiliani da parte di Innocenzo X, vi subentrarono gli agostiniani scalzi. La chiesa fu poi ristrutturata grazie alle donazioni di Bernardo da Bussero.

## Architettura
La chiesa possedeva una singola navata e ben otto cappelle disposte simmetricamente. Tra i dipinti più ragguardevoli presenti si ricordano un San Nicola da Tolentino di Francesco Cairo, un quadro rappresentante la Vergine, Sant'Agostino e Santa Monica di Andrea Porta, il transito di San Giuseppe dipinto da Tommaso Formenti nel 1727 in un'ancona rifinita con marmi e decorazioni in foglia d'oro. Altri rappresentavano invece una Sant'Anna e un San Gioacchino. In una maestosa cappella vi era una statua intagliata in legno della Vergine Santissima della Corona. La chiesa conservava infine alcune reliquie dei Santi Cosma e Damiano, che vi giunsero da Genova, oltre ad altre minori.
Il convento annesso ad essa è descritto come povero, in conformità con lo stile di vita degli Agostiniani Scalzi; possedeva tuttavia una ricca biblioteca.